# Santo Domingo de las Palmas
Santo Domingo de las Palmas es una localidad del estado mexicano de Chiapas. Es parte del municipio de Maravilla Tenejapa.

## Toponimia
El nombre «Santo Domingo» hace referencia al santo patrono de la localidad: Domingo de Guzmán.

## Demografía
| Gráfica de evolución demográfica |
|                                  |

| Censo | Población |
| ----- | --------- |
| 1990  | 514       |
| 2000  | 750       |
| 2010  | 1 248     |
| 2020  | 1 651     |